# Глазково (Вологодская область)
Глазково — деревня в Вологодском районе Вологодской области.
Входит в состав Кубенского сельского поселения (с 1 января 2006 года по 8 апреля 2009 года входила в Борисовское сельское поселение), с точки зрения административно-территориального деления — в Борисовский сельсовет.
Расстояние до районного центра Вологды по автодороге — 47 километров, до центра муниципального образования Кубенского по прямой — 13 км. Ближайшие населённые пункты — Решетниково, Сухоломово, Бугрино.
По данным переписи в 2002 году постоянного населения не было.